# Acrolejeunea tjibodensis
Acrolejeunea tjibodensis là một loài Rêu trong họ Lejeuneaceae. Loài này được (Verd.) Grolle & Gradst. mô tả khoa học đầu tiên năm 1974.